# Vuelta a España 1980
Das Radrennen zur 35. Vuelta a España wurde in 21 Abschnitten und 3218,8 Kilometern vom 22. April bis zum 11. Mai 1980 ausgetragen. Der Gewinner war der Spanier Faustino Rupérez, die Bergwertung gewann Juan Fernández Martín, die  Punktewertung und die Meta Volantes-Wertung gewann Sean Kelly. Das Team Splendor in der Mannschaftswertung.

## Etappen
| Etappe | von                    | nach                      | km         | Gewinner                   | Maillot amarillo  |
| ------ | ---------------------- | ------------------------- | ---------- | -------------------------- | ----------------- |
| Prolog | La Manga del Mar Menor | La Manga del Mar Menor    | 10 (EZF)   | Roberto Visentini          | Roberto Visentini |
| 1      | La Manga del Mar Menor | Benidorm                  | 155        | Sean Kelly                 | Roberto Visentini |
| 2      | Benidorm               | Cullera                   | 170        | Sean Kelly                 | Roberto Visentini |
| 3      | Cullera                | Vinaròs                   | 207        | Giuseppe Martinelli        | Roberto Visentini |
| 4      | Vinaròs                | Sant Quirze del Vallès    | 214        | Klaus-Peter Thaler         | Roberto Visentini |
| 5      | Sant Quirze del Vallès | La Seu d’Urgell           | 200        | Faustino Rupérez           | Faustino Rupérez  |
| 6      | La Seu d’Urgell        | Viella                    | 131        | Enrique Martínez-Heredia   | Faustino Rupérez  |
| 7      | Viella                 | Jaca                      | 216        | Faustino Rupérez           | Faustino Rupérez  |
| 8      | Monasterio de Leyre    | Logroño                   | 160        | Eulalio García             | Faustino Rupérez  |
| 9      | Logroño                | Burgos                    | 138        | Jos Lammertink             | Faustino Rupérez  |
| 10     | Burgos                 | Santander                 | 178        | Paul Jesson                | Faustino Rupérez  |
| 11     | Santander              | Gijón                     | 219        | Jesús López Carril         | Faustino Rupérez  |
| 12     | Santiago de Compostela | Pontevedra                | 133        | Etienne De Wilde           | Faustino Rupérez  |
| 13     | Pontevedra             | Vigo                      | 195        | Rolf Haller                | Faustino Rupérez  |
| 14     | Vigo                   | Ourense                   | 156        | Sean Kelly                 | Faustino Rupérez  |
| 15     | Ourense                | Ponferrada                | 164        | Francisco Javier Elorriaga | Faustino Rupérez  |
| 16A    | Ponferrada             | León                      | 131        | Dominique Arnaud           | Faustino Rupérez  |
| 16B    | León                   | León                      | 22,8 (EZF) | Roberto Visentini          | Faustino Rupérez  |
| 17     | León                   | Valladolid                | 138        | Sean Kelly                 | Faustino Rupérez  |
| 18     | Valladolid             | Los Ángeles de San Rafael | 197        | Manuel Esparza             | Faustino Rupérez  |
| 19     | Madrid                 | Madrid                    | 84         | Sean Kelly                 | Faustino Rupérez  |

## Endstände
| Sieger                | Faustino Rupérez      | 88:23:21 h  |
| Zweiter               | Pedro Torres Cruces   | + 2:15 min  |
| Dritter               | Claude Criquielion    | + 3:00 min  |
| Vierter               | Sean Kelly            | + 3:31 min  |
| Fünfter               | Marino Lejarreta      | + 4:32 min  |
| Sechster              | Guido Van Calster     | + 4:44 min  |
| Siebter               | Johan De Muynck       | + 4:58 min  |
| Achter                | Francisco Galdós      | + 5:00 min  |
| Neunter               | Miguel María Lasa     | + 5:25 min  |
| Zehnter               | Vicente Belda         | + 6:41 min  |
| Punktewertung         | Sean Kelly            | 313 P.      |
| Zweiter               | Guido Van Calster     | 144 P.      |
| Dritter               | Jos Lammertink        | 116 P.      |
| Bergwertung           | Juan Fernández Martín | 94 P.       |
| Zweiter               | Anastasio Greciano    | 72 P.       |
| Dritter               | José Luis Laguía      | 53 P.       |
| Meta Volantes-Wertung | Sean Kelly            | 43 P.       |
| Teamwertung           | Splendor              | 265:07:23 h |